# Killing Time
A Killing Time egy amerikai hardcore punk zenekar volt. Tagok: Anthony Comunale, Anthony Drago, Rich McLoughlin, Christopher Skowronski és Carl Porcaro. Volt tagok: Sean O'Brien, Dave Franklin, Alex Gopian, Mike Sentkiewitz és Lars Weiss. 1988-ban alakultak meg New Yorkban. Fennállásuk alatt 3 nagylemezt jelentettek meg. Korábban Raw Deal volt a nevük. 1989-től 1998-ig működtek (hivatalosan), de 2001-től 2005-ig újból összeálltak egy-két koncert idejéig. A "Tell Tale" című daluk a 2008-as Grand Theft Auto IV videójátékban is hallható. Az 1990-es években virágzó NYHC (New York hardcore) irányzat képviselői közé tartoznak.

## Diszkográfia
- Brightside (1989)
- The Method (1997)
- Three Steps Back (2010)